# Michael Kupfer-Radecky
Michael Kupfer-Radecky, geb. Kupfer (* 10. Juli 1972 in Ravensburg) ist ein deutscher Opernsänger (Bariton).

## Karriere
Ersten Gesangsunterricht erhielt Kupfer an der Städtischen Musikschule seiner Heimatstadt. In einer Musikschulproduktion von Lortzings Zar und Zimmermann im Konzerthaus Ravensburg stand er 1990 als Lefort auch das erste Mal in einer Opernrolle auf der Bühne. Kupfer studierte bei Kammersängerin Wilma Lipp am Mozarteum in Salzburg. Danach erfolgte die Aufnahme ans Opernstudio der Bayerischen Staatsoper München, wo ihn Kammersängerin Astrid Varnay unterrichtete. Er studierte zudem bei Hanno Blaschke und Carol Richardson. Später in seiner Karriere studierte er außerdem bei Konrad Jarnot, der ihn beim Fach-Übergang vom lyrischen Bariton und Kavalierbariton zum dramatischen Bariton unterstützte.
Kupfers erste Rolle in einer professionellen Opernproduktion war die des Schwarzen in Aribert Reimanns Das Schloss (Regie: Willy Decker) bei den Münchner Opernfestspielen 1995. 1997 trat er sein erstes Festengagement am Theater Koblenz an. Dem Engagement folgten weitere Festverträge am Stadttheater Bremerhaven (2000) sowie an den Städtischen Bühnen Krefeld/Mönchengladbach (seit 2006). Weiterhin gastierte er an Theatern in  Europa, sang mit dem Rotterdams Philharmonisch Orkest und dem London Symphony Orchestra, arbeitete mit den Dirigenten Ingo Metzmacher und Marcello Viotti.
Im Rahmen einer seit 1993 bestehenden Kooperation mit dem Dirigenten und Regisseur Gustav Kuhn sang Kupfer 1995 in Mailand und Bologna den Harlekin in Richard Strauss’ Ariadne auf Naxos. Bei den Tiroler Festspielen Erl, deren künstlerischer Leiter Kuhn war, trat Kupfer seit 2000 in mehreren Wagner-Rollen als Kurwenal in Tristan und Isolde, als Klingsor in Parsifal, Donner in Das Rheingold, Gunther in Götterdämmerung, Hans Sachs in den Meistersingern von Nürnberg sowie als Eisenstein in Johann Strauß’ Operette Die Fledermaus, Orest in Richard Strauss’ Elektra auf, außerdem in Orchesterkonzerten und Liederabenden. 2010 singt er in der Uraufführung von Ernst Ludwig Leitners Oper Die Hochzeit alle drei Bariton-Partien.  2011 gab er in Erl sein Rollendebüt als Wolfram in Wagners Tannhäuser, im April 2012 gab er als Faninal (Richard Strauss: Der Rosenkavalier) sein Debüt am Bolschoi-Theater in Moskau. 2013 sang er den Wotan im Rheingold am Theatro Municipal de São Paulo, 2016 Hans Sachs in den Meistersingern an der Opéra National de Paris.
Für Aufsehen sorgte Kupfer-Radecky, als er am 1. August 2022 während der Bayreuther Festspiele bei der Premiere von Die Walküre im dritten Akt sowohl sängerisch als auch szenisch spontan die Partie des Wotan übernahm, nachdem der eigentlich für diese Rolle besetzte Tomasz Konieczny durch einen Bühnenunfall im zweiten Akt für den Rest der Vorstellung verletzt ausfiel.
Neben Opernpartien des lyrischen und Kavalierbariton-Fachs gehören Oratorienpartien zu seinem Repertoire, darunter die Bariton- bzw. Bass-Partien in Bachs Johannespassion und Matthäuspassion, Haydns Schöpfung und Jahreszeiten, Mendelssohns Elias und Paulus, Brahms’ Ein deutsches Requiem, Beethovens 9. Symphonie und Mahlers 8. Symphonie.

## Auszeichnungen
Neben ersten Preisen bei „Jugend musiziert“ erhielt Michael Kupfer 1993 jeweils einen Förderpreis beim „Meistersängerwettbewerb“ in Nürnberg und beim Wettbewerb „Neue Stimmen“ der Bertelsmann Stiftung in Gütersloh. 2008 und 2009 erhielt er den „Theateroscar der Rheinschen Post“ als „Bester Sänger der Saison“.

## Veröffentlichungen
CD
- Franz von Suppe: Die schöne Galathée (Rolle: Mydas), Label: cpo
- Johann Friedrich Reichardt: Erwin und Elmire (Rolle: Valerio), Label: cpo
- Johann Strauß: Die Fledermaus (Rolle: Eisenstein), Label: Arte Nova
- Richard Wagner: Parsifal (Rolle: Klingsor), Label: col-legno
- Richard Wagner: Tristan und Isolde (Rolle: Kurwenal), Label: col-legno, Ende 2009

DVD
- Richard Wagner: Parsifal (Rolle: Klingsor), Label: col-legno
- Richard Wagner: Tristan und Isolde (Rolle: Kurwenal), Label: col-legno
- Richard Wagner: Der Ring des Nibelungen (Rollen: Donner und Gunther), Label: col-legno
- Richard Strauss: Guntram (Rollen: Ein Bote und Ein Minnesänger), Label: col-legno